# 1976
Cette page concerne l'année 1976 (MCMLXXVI en chiffres romains) du calendrier grégorien.
L'année 1976 est une année bissextile qui commence un jeudi.

## En bref
- 24 mars : début de la dictature militaire en Argentine.
- 16 juin : émeutes de Soweto.
- 2 juillet : réunification du Viêt Nam.
- 3 - 4 juillet : raid d’Entebbe.
- 10 juillet : catastrophe de Seveso.
- 6 - 7 octobre : arrestation de la bande des quatre. Fin de la révolution culturelle en Chine[1]

## Relations internationales
- 7 - 8 janvier : accords de la Jamaïque. Signature du deuxième amendement au FMI. Il sanctionne la démonétisation de l’or et le droit de tous les pays de laisser flotter leur monnaie : c’est la fin définitive du système adopté à Bretton Woods en 1944[2].
- 11 février : ouverture à Paris de la première conférence sur la coopération économique internationale (CCEI), dite conférence Nord-Sud[3].
- 16 février : adoption de la convention de Barcelone sur la pollution en Méditerranée[4].
- 9 avril : accord entre l’URSS et les États-Unis sur les explosions nucléaires souterraines à des fins pacifiques[2].
- 20-21 mai : le Conseil de l’OTAN réuni à Oslo dénonce le développement de la puissance militaire du pacte de Varsovie et le secrétaire d’État, Henry Kissinger, rejette la « doctrine Sonnenfeldt » selon laquelle les États-Unis pourraient s’accommoder de la puissance soviétique en Europe de l’Est[2].
- 27-28 juin : à Dorado (Porto Rico), se réunit le second sommet des sept pays les plus industrialisés (Canada, États-Unis, France, Italie, Japon, RFA et Royaume-Uni) à l’initiative du président Gerald Ford[3]. Le président français Valéry Giscard d’Estaing apporte sa réflexion sur les « problèmes monétaires et financiers ».
- 16 - 19 août : cinquième conférence des 82 pays non-alignés à Colombo[5]. Ils réitèrent leur volonté d’instaurer un nouvel ordre économique mondial. La domination apparente exercée par l’OPEP donne des idées aux pays producteurs des autres matières premières minérales (cuivre, zinc, étain…) et agricoles (café, cacao, lin…). Des stocks internationaux de régulation des cours sont envisagés mais les projets, déjà débattus dans le cadre du « dialogue Nord-Sud », se heurtent aux résistances des pays industrialisés.
- Création à Washington par les présidents Valéry Giscard d'Estaing et Gerald Ford de la French-American Foundation[6].

## Événements

### Afrique
- 27 janvier : un chasseur F5 de l’armée marocaine est abattu par un missile au-dessus de la Mauritanie ; une guerre commence au Sahara occidental entre le Maroc et l’Algérie[7]. Le 29 janvier et le 15 février les Forces armées royales du Maroc (FAR) et l'Armée nationale populaire algérienne (ANP), entrent en confrontation directe par deux fois, à Amgala, (première et seconde bataille d’Amgala)[8].

- 3 février : des terroristes somaliens prennent en otage un bus scolaire d’enfants français à Loyada à Djibouti[9].
- 11 février : la République populaire d’Angola est admise à l’OUA ; le 17 février, la France reconnait la république populaire d’Angola, suivie par les autres pays de la CEE[10].

- 13 février : Murtala Muhammed est tué lors d’une tentative de coup d’État militaire manquée au Nigeria. Olusegun Obasanjo le remplace comme chef de l’État. Il promet le retour à un régime civil pour octobre 1979[11].
- 27 février : proclamation de la République arabe sahraouie démocratique (RASD) par le Front Polisario, soutenu par l’Algérie, en réponse au partage du Sahara occidental par le Maroc et la Mauritanie[8]. Début de la guerre du Maroc et de la Mauritanie contre le Polisario (fin en 1979).

- 7 mars : le Maroc et la Mauritanie rompent leurs relations diplomatiques avec l’Algérie après la reconnaissance de la République sahraouie par cette dernière le 6 mars[8].
- 19 mars et 6 avril : réforme constitutionnelle au Sénégal instaurant un multipartisme limité à trois partis (UPS, PAI, PDS) ; l’USP devient Parti socialiste, membre de l’Internationale socialiste[12].
- 27 mars : retrait des troupes sud-africaines d’Angola[13].

- 21 avril : Andreas Shipanga est arrêté au quartier général de la SWAPO à Lusaka en Zambie par les autorités zambiennes avec vingt-sept membres de l’organisation, dont onze sont considérés comme les instigateurs d’un complot contre le président du mouvement Sam Nujoma ; ils sont détenus en Tanzanie jusqu’en 1978. En juin, entre 1 600 et 2 000 guérilleros dissidents de la Swapo sont arrêtés et transférés dans le camp de Mboroma, près de Kabwe[14].

- 8 juin : une attaque de Nouakchott par un commando du Front Polisario échoue[15].
- 16 juin : la mort d’un jeune garçon de 13 ans abattu par la police lors d’une manifestation pacifique en Afrique du Sud provoque les émeutes de Soweto, brutalement réprimées. Les tirs de la police font officiellement 618 morts et 1 500 blessés[16].
- 27 juin : adoption par référendum de la charte nationale algérienne[17].
- 29 juin : indépendance des Seychelles[18].

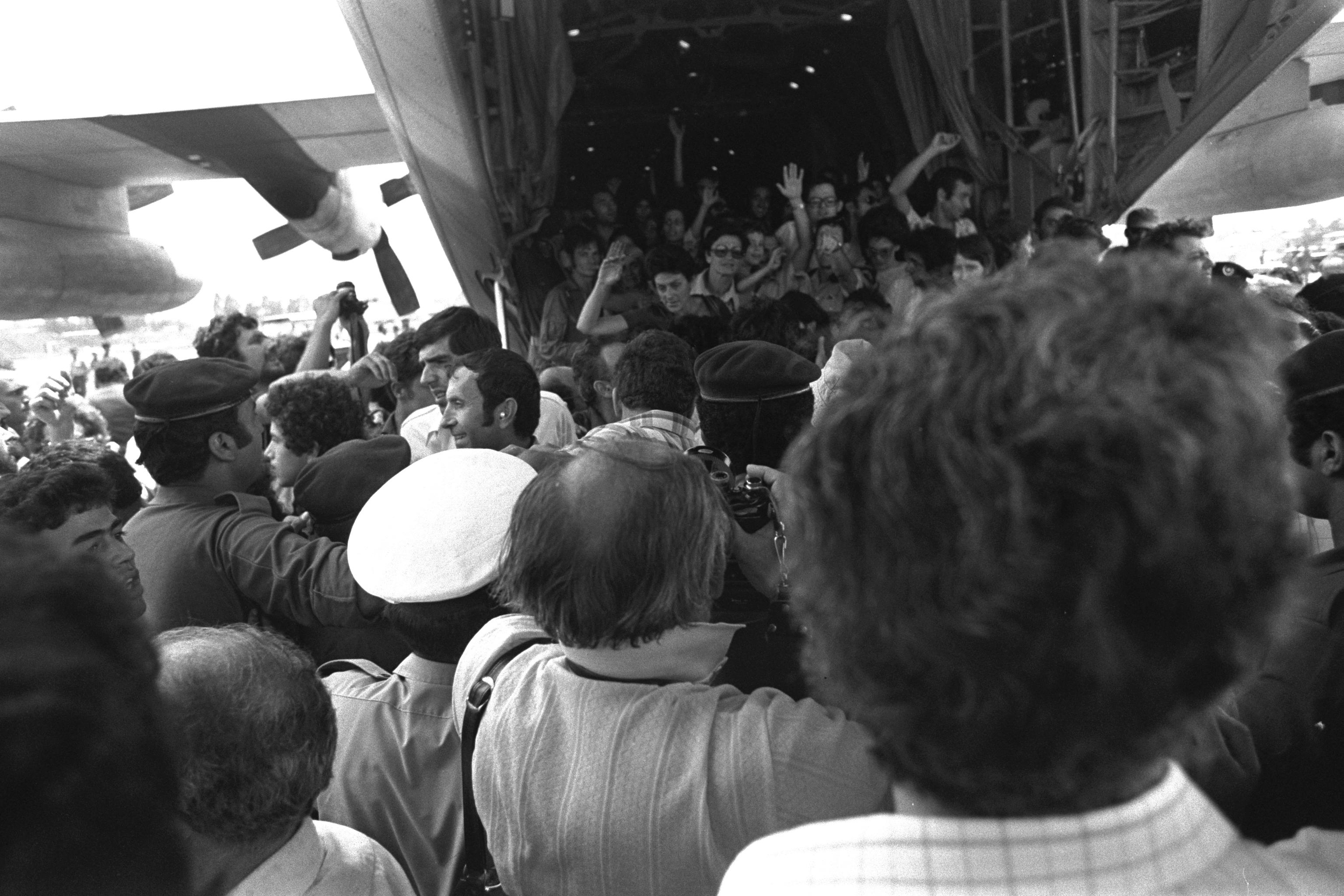
Les otages du vol d’Air France accueillis à l’aéroport Ben Gourion.

- 3 - 4 juillet : raid israélien sur l’aéroport d’Entebbe en Ouganda, pour libérer 103 otages israéliens détenus à bord d’un avion d’Air France[19].
- 5 juillet : l’OUA réunie à Port-Louis, (Île Maurice), adopte la Charte culturelle de l’Afrique[20].
- 18 - 19 juillet : arrestation de Diallo Telli par le régime de Sékou Touré, qui dénonce un prétendu « complot peul » en Guinée[21].

- 26-30 août : le troisième Congrès du Front Polisario réuni à Alger promulgue la Constitution de la République arabe sahraouie démocratique[22].

- 17 septembre, Zaïre : mesures de rétrocession à leurs propriétaires des entreprises et biens étrangers « zaïrianisés » à condition que 40 % des capitaux reviennent à des nationaux[23].
- 20 septembre : fondation de la Communauté économique des pays des Grands Lacs regroupant les anciennes colonies belges (Zaïre, Rwanda, et Burundi)[24], héritière d’un pacte de sécurité mutuelle signé dix ans plus tôt, qui montrera son inefficacité lors des crises qui secoueront la région à partir de 1994.

- 8 octobre : traité d’amitié et de coopération entre la République populaire d’Angolaet l’Union soviétique[25]. Le conflit entre partis nationalistes en Angola se termine à la fin de l’année par la victoire des marxistes du MPLA avec l’aide de Cuba[26].
- 9 octobre, Rhodésie du Sud : la ZANU (soutenue par la Chine) et la ZAPU (aidée par l’Union soviétique) s’unissent dans le Patriotic Front reconnu par l’OUA comme le seul représentant du peuple du Zimbabwe[27].
- 26 octobre : indépendance du homeland du Transkei, non reconnue par la communauté internationale[28].

- 1er novembre : coup d’État militaire au Burundi, qui renverse le président Michel Micombero. Le 9 novembre, le colonel Jean-Baptiste Bagaza devient président de la République[29]. Les Tutsis, minoritaires face au Hutus (84 %), sont au pouvoir.

- 19 novembre : adoption par référendum de la constitution algérienne[17].

- 1er décembre : l’Angola entre à l’ONU[10].
- 4 décembre : à Bangui, le congrès extraordinaire du MESAN adopte une nouvelle constitution qui transforme la République centrafricaine en Empire centrafricain. Le maréchal-président Jean-Bedel Bokassa se fait proclamer empereur sous le nom de Bokassa Ier et désigne Ange-Félix Patassé comme premier ministre[30].
- 10 décembre : Houari Boumédiène est réélu Président de la République algérienne[17].

### Amérique
- 1er janvier : fondation du Vicaría de la Solidaridad organisation catholique chilienne, défendant les droits de l’homme[31].
- 9 janvier, 11 et 13 septembre : des « actes constitutionnels » sont élaborés qui légalisent la junte au pouvoir au Chili[32]. Un débat politique s’ouvre sur l’avenir du régime au sein de la coalition au pouvoir. Il oppose les duros, partisans de la continuité et les blandos, modérés qui prétendent qu’une institutionnalisation minimum est nécessaire afin de consolider la légitimité du régime à l’intérieur comme à l’étranger[33].
- 11 janvier : coup d’État militaire en Équateur : La chute des prix du pétrole en 1975, l’agitation sociale et les critiques de la bourgeoisie entraînent la chute du général Guillermo Rodríguez Lara.

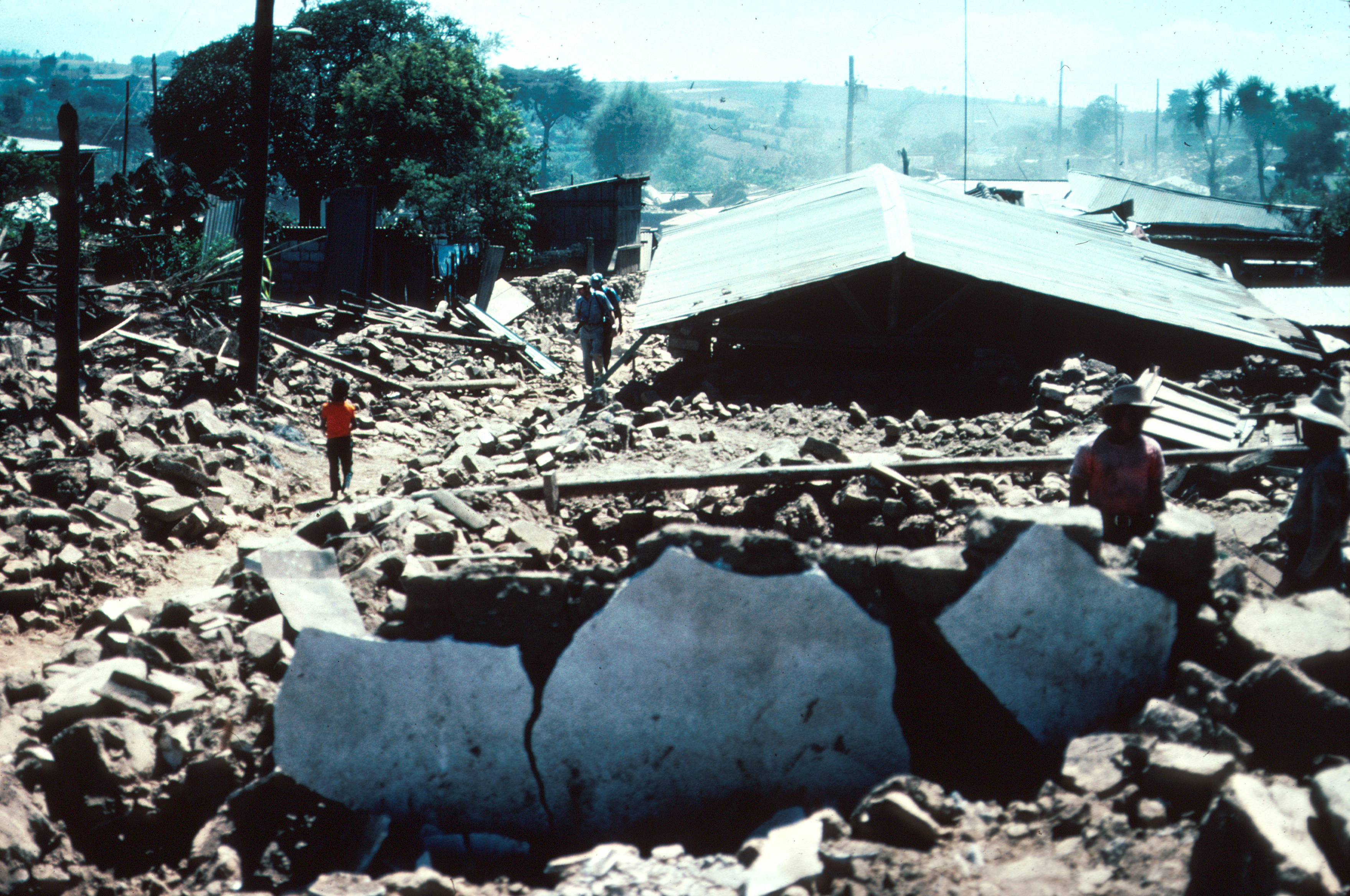
Dégâts causés par le séisme de 1976 à Patzicía au Guatemala.

- 4 février : tremblement de terre au Guatemala et Honduras de magnitude 7.5, qui provoque 23 700 morts et 76 000 blessés[34].
- 16 février, Argentine : Isabel Perón dissout le Parlement et convoque de nouvelles élections, mais dès le 24 mars, l’armée renverse la présidente et le 28 mars place le général Jorge Videla à la tête de l’État. Paroxysme du chaos économique et de la violence politique en Argentine[33].

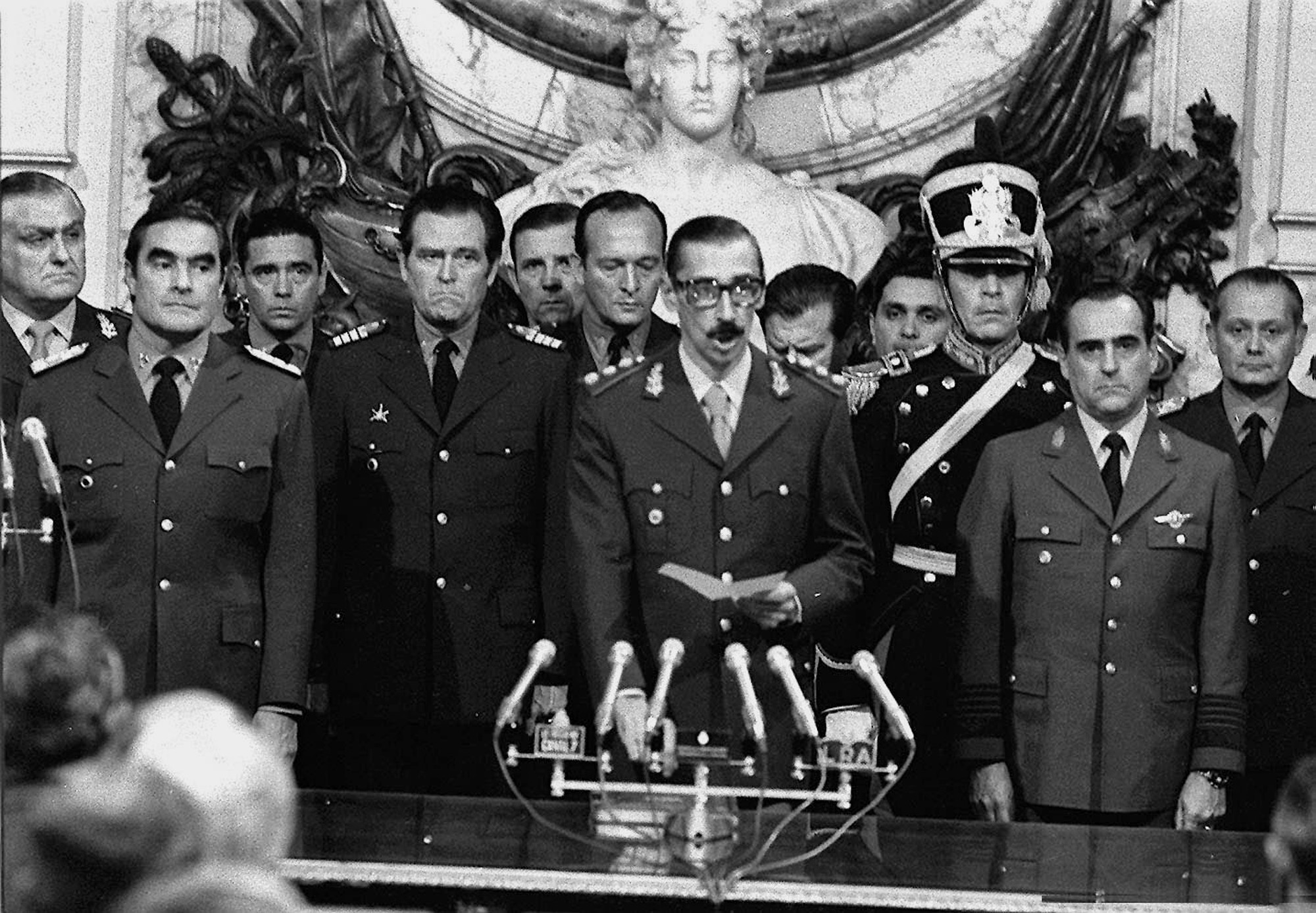
29 mars : cérémonie de prestation de serment du général Videla, président de la Nation argentine. La corruption, la crise économique et le mouvement armé des Montoneros servent de prétexte au pronunciamiento. Videla lance un « processus de réorganisation nationale » qui s’assigne comme objectif de « sauver la nation » : purge de l’université et de ses professeurs, étudiants et bibliothèques, exil d’artistes, censure, « disparition » de toute personne suspecte de sympathie avec la gauche ; des milliers de personnes sont torturées, exécutées ou portées disparues.

- 24 mars : début de la dictature de Videla en Argentine (fin en 1981)[33].

- 12 mai, Chili : arrestation à Santiago par la DINA de Víctor Díaz López (es), ouvrier typographe de 56 ans, dirigeant de la CUT (Centrale unitaire des travailleurs du Chili) et militant du Parti communiste ; il disparait, après avoir été torturé[35]. Première opération Calle Conferencia : la direction du Parti communiste chilien est décapitée par la DINA[36].

- 12 juin : destitution de Juan María Bordaberry en Uruguay ; peu avant la fin de son mandat, Bordaberry suggère d’interdire les partis traditionnels pour les remplacer par un système corporatiste de représentation des grands courants d’opinion. Les militaires refusent et le remplacent par Alberto Demichelli puis Aparicio Méndez[37].
- 16 juillet : abolition de la peine de mort au Canada[38].

- 31 août, Mexique : dévaluation du peso de plus de 50 % pour tenter de réduire la dette extérieure du pays[39].

- 1er septembre : Aparicio Méndez, président de l’Uruguay (fin en 1981). Le régime tente de s’institutionnaliser. Méndez interdit à 15 000 dirigeants des partis traditionnels toute activité politique pour une durée de 15 ans. L’objectif est de favoriser l’émergence d’une nouvelle classe politique que le régime autoritaire escomptait coopter. Curieusement les militaires ne font aucun effort pour rallier des partisans et constituer un parti[33].
- 16 septembre : Nuit des Crayons. Une dizaine d’étudiants mineurs sont enlevés par les forces de sécurité pendant la « guerre sale » en Argentine. Six d’entre eux disparaissent définitivement[40].
- 21 septembre, Washington : assassinat d’Orlando Letelier ancien ministre de la Défense de Salvador Allende sur ordre de Pinochet[41].

- 6 octobre : attentat anti-castriste du vol 455 Cubana, qui provoque la mort de 73 personnes[42].
- 30 octobre : le Chili de Pinochet, désireux de favoriser les investissements européens et américains, se retire du Pacte andin[43].

- 2 novembre : élection de Jimmy Carter (démocrate) comme président des États-Unis[44].
- 15 novembre :
  - élections municipales au Brésil[45]. Le gouvernement en revient à un strict contrôle de la propagande électorale (loi Falcão du 1er juillet 1976[46]) et l’ARENA remporte 83 % des mairies, s’assurant ainsi la majorité au collège électoral qui devra choisir le président de la république en 1978[33].
  - élection du Parti québécois de René Lévesque, premier parti indépendantiste élu au Québec[47].
- 20 novembre : traité Liévano-Boyd entre la Colombie et le Panama signé à Carthagène des Indes[48].
- 29 novembre-20 décembre : deuxième opération Calle Conferencia au Chili ; la nouvelle direction clandestine du PCC est à nouveau décapitée[36].

- 1er décembre : José López Portillo prend ses fonctions de président de la République du Mexique[49]. Il poursuit une politique d’austérité économique en appelant les travailleurs à modérer leurs revendications salariales et les patrons à maintenir des prix bas et à accroître leurs investissements.

- 13 décembre : massacre de Margarita Belén en Argentine[50].
- 15 décembre : le Parti national du peuple remporte les élections législatives jamaïcaines[51].

### Asie et Pacifique
- 5 janvier : la constitution du Kampuchéa démocratique est promulguée[52].
- 20 mars : élections au Kampuchéa démocratique (Cambodge) de l’'Assemblée des représentants du peuple. Les khmers rouges, seuls habilités à présenter des candidats, raflent sans surprise la totalité des 250 sièges[53].

- 2 avril : Kampuchéa démocratique : Norodom Sihanouk, réinstallé au pouvoir le 9 septembre 1975, démissionne[52]. Khieu Samphân le remplace comme chef de l’État le 11 avril[53].
- 4 avril : élections en Thaïlande. Seni Pramoj forme un gouvernement le 21 avril[54].
- Mouvement du 5-Avril en Chine : Jiang Qing, épouse de Mao, obtient, après la mort de Zhou Enlai (8 janvier) et l’incident de la place Tian’anmen consécutif (4 avril), que son dauphin Deng Xiaoping soit écarté du pouvoir (7 avril) et contraint de se cacher pour échapper à sa vindicte[1].
- 13 avril : Pol Pot est nommé Premier ministre du Kampuchéa démocratique[53].
- 14 avril : rétablissement des relations diplomatiques entre l’Inde et la Chine[55].
- 25 avril : élection d’une Assemblée nationale unique au Viêt Nam. Elle se rassemble pour la première fois le 24 juin, et le 2 juillet, elle proclame la réunification officielle du Viêt Nam, par la fusion de la République démocratique du Viêt Nam (Nord Viêt Nam) et du Gouvernement révolutionnaire provisoire de la République du Sud Viêt Nam. Le pays devient la République socialiste du Viêt Nam, avec Hanoi pour capitale[56]. Les États-Unis refusent de reconnaître le nouveau gouvernement. En l’absence de relations diplomatiques, le Viêt Nam se retrouve complètement isolé des pays Occidentaux et se tourne vers l’URSS.

- 14 mai : rétablissement des relations diplomatiques entre l’Inde et le Pakistan[55].

- 24 juin : l’Indonésie annexe le Timor oriental[57].

- 2 juillet : Bougainville obtient un statut d’autonomie en Papouasie-Nouvelle-Guinée[58]. En 1978, les vingt provinces sont décentralisées avec un gouvernement autonome[59].
- 27 juillet : l’ex-Premier ministre japonais Kakuei Tanaka est arrêté dans le cadre de l’affaire Lockheed[60].
- 28 juillet : tremblement de terre en Chine (Tangshan) de magnitude 8.0 plus ou moins 0.2, provoquant 240 000 morts[61].

- 16 août : tsunami sur l’île de Mindanao aux Philippines[62].

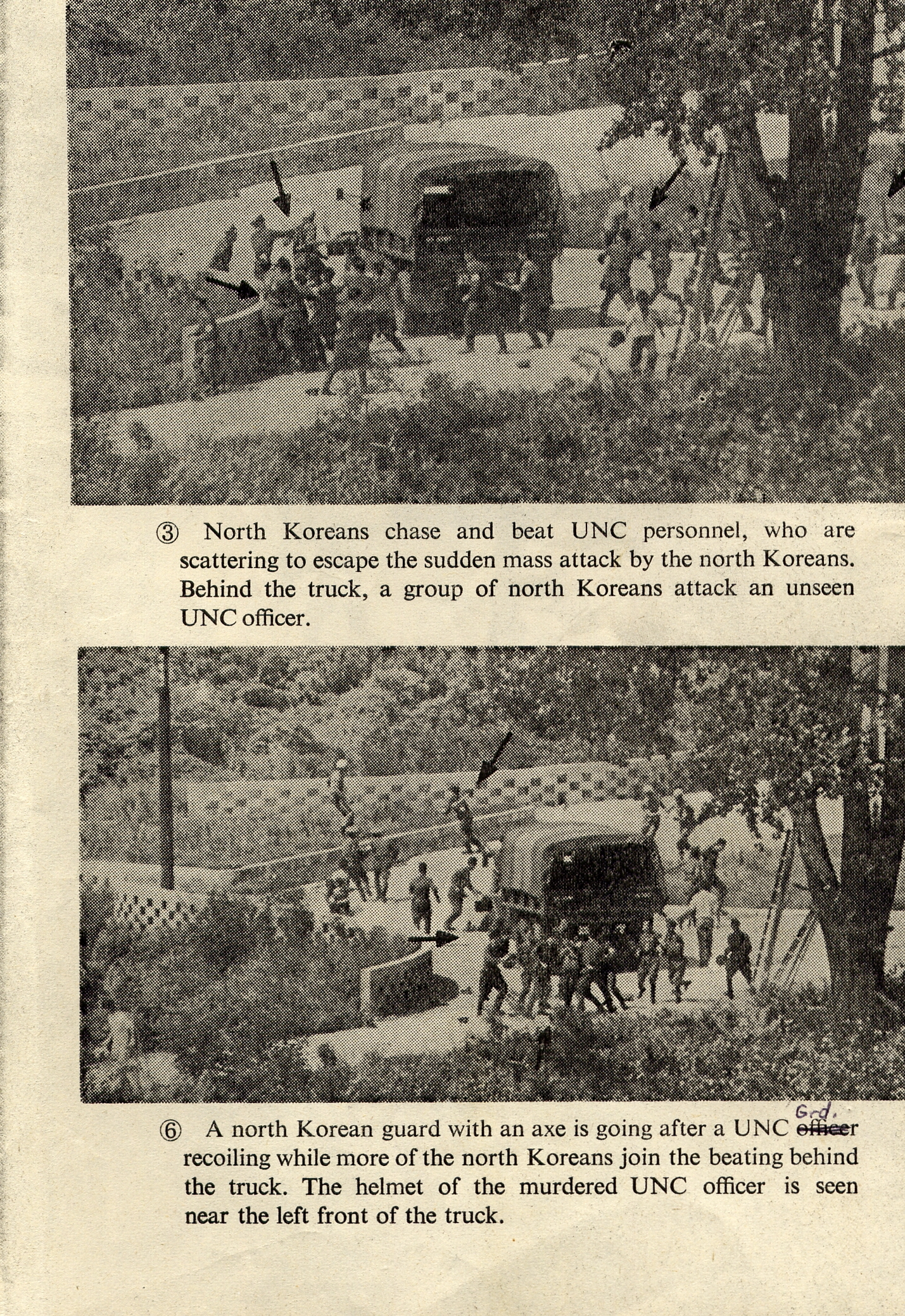
18 août : incident du peuplier à Panmunjom.

- 18 août : incident du peuplier, assassinat à la hache de deux soldats américains par l’armée populaire de Corée dans la Joint Security Area[63].

- 9 septembre : mort de Mao Zedong, qui laisse une situation politique et économique difficile[1]. La situation se renverse en Chine.
- 19 septembre, Thaïlande : retour de l’ancien Premier ministre Thanom Kittikachorn, qui était en exil à Singapour. Il provoque à Bangkok des luttes sanglantes entre étudiants de gauche et partisans de Thanom, favorables à la droite[64].

- 4-6 octobre : massacres des étudiants de l’Université Thammasat en Thaïlande. Le 6 octobre, alors que les troubles gagnent en ampleur, un groupe militaire, mené par l’amiral Sangad Chaloryu, renverse le Premier ministre Seni Pramoj, prend le contrôle du pays et met en place un gouvernement conservateur dirigé par Tanin Kraivixien[64].
- Nuit du 6 au 7 octobre, Chine : arrestation de la bande des quatre. Fin de la révolution culturelle[1]. Hua Guofeng, héritier désigné de Mao, cumule les titres de Premier ministre, de Président de la Commission militaire et du Comité central du parti communiste. Il fait arrêter la « bande des quatre », Jiang Qing en tête. En s’appuyant sur l’armée, il rétablit l’ordre dans les provinces. Hua Guofeng se présente comme un maoïste de stricte obédience : il faut défendre tout ce qu’a décidé Mao, obéir à toutes ses directives. Dénué de prestige et d’imagination, il n’est pas en mesure d’imposer son autorité et doit s’effacer devant Deng Xiaoping (1977).

- 11 novembre, Inde : un amendement à la Constitution est adopté par l’Assemblée[65]. Il renforce les prérogatives de l’exécutif et modifie l’équilibre des pouvoirs en faveur des assemblées et notamment du Parlement central. L’Inde devient une république « souveraine, socialiste, laïque et démocratique »[66].
- 5 décembre : victoire du Jimintô (parti libéral-démocrate) aux élections législatives au Japon. Il reste le parti politique principal, même s’il perd la majorité absolue à la suite du scandale Lockheed. Le 24 décembre, Takeo Fukuda devient Premier ministre[67]. Les partis d’opposition comptent le Minshatô (parti démocrate-socialiste depuis 1960) et le Kōmeitō (depuis 1964, soutenu par la Sōka Gakkai). Lors de son congrès de juillet, le Parti communiste japonais rejette le principe de la dictature du prolétariat[68].
- 16 décembre, Australie : Aboriginal Land Rights Act (en), loi sur les droits à la terre des Aborigènes dans le Territoire du Nord[69].

### Proche-Orient

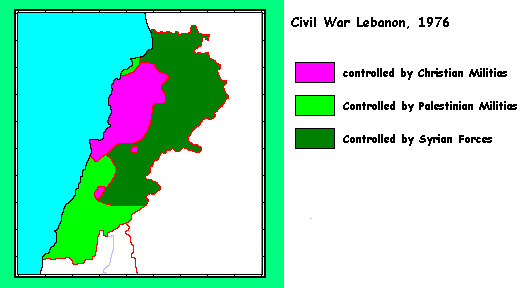
La guerre du Liban en 1976

- 4-6 janvier, Liban : les milices chrétiennes encerclent pour la première fois le camp palestinien de Tel al-Zaatar[70].
- 11 janvier : reprise des combats au Liban avec le siège des camps palestiniens par les milices chrétiennes (Dbaiyeh) tandis que les forces palestino-progressistes assiègent la ville chrétienne de Damour ; le 12 janvier, les phalangistes et les Tigres du PNL assiègent le camp de Jisr el-Bacha ; en réponse, les palestino-progressistes bombardent les villes de Damour et Gieh[70].
- 18 janvier : les milices chrétiennes prennent d’assaut le camp palestinien de la Quarantaine à l’Est de Beyrouth, qui est incendié et pillé le lendemain ; la population est massacrée[70]. L’OLP décide d’entrer dans l’épreuve de force. En représailles, les milices palestiniennes massacrent plusieurs centaines de chrétiens à Damour le 20 janvier[70]. Le 19 janvier, l’ALP, stationnée en Syrie et sous le contrôle de Damas, entre au Liban et s’installe dans la Bekaa[71].

- 21 janvier : le lieutenant sunnite Ahmad el-Khatib quitte l’armée libanaise et constitue dans la Bekaa une Armée du Liban Arabe essentiellement musulmane ; le 23 janvier, le colonel Antoine Barakat, un officier maronite, forme à Beyrouth l’Armée du Liban Libre. Début de la « guerre des casernes ». L’armée libanaise est démembrée[72].
- 22 janvier : cessez-le-feu au Liban patronné par la Syrie[70]. Hafez el-Assad propose officiellement sa médiation au Liban et avance un programme de réformes, le « document constitutionnel », destiné à réformer le pacte national de 1943 : parité des parlementaires entre chrétiens et musulmans, augmentation des pouvoirs du président de la République au détriment du président du Conseil, arrêt de l’accès aux fonctions publiques sur des bases constitutionnelles, confirmation des accords du Caire.

- 14 février, Liban : les chefs chrétiens acceptent le texte du « document constitutionnel » mais les forces progressistes de Kamal Joumblatt le refusent et demandent la démission de Soleimane Frangié (12 mars)[70]. La Syrie y est totalement opposée et le 15 mars l’ALP et la Sa’iqa pro-syrienne bloquent la marche de l’Armée du Liban Arabe sur le palais présidentiel de Baabda[73]. Les affrontements reprennent. Dans la Montagne, les chrétiens fuient les régions de cohabitation anciennes avec les Druzes devant les opérations des milices progressistes.

- 15 mars : dénonciation par Le Caire des accords soviéto-égyptiens[74]. L’Égypte reçoit pour la première fois de l’armement américain.
- 30 mars : manifestations des Palestiniens contre la décision du gouvernement israélien (29 mars) d’exproprier les Arabes de Galilée et de confisquer leurs terres. Six manifestants arabes sont tués lors d’affrontements avec les forces de sécurité[75]. Cet évènement est célébré tous les ans sous le nom de Fête de la Terre (en arabe : يوم الأرض, Yom al-Ard ; en hébreu : יום האדמה, Yom Ha'adama).

- 10 avril : des blindés de l’Armée syrienne entrent au Liban avec des contingents de la Sa’iqa pro-syrienne et apportent leur soutien aux milices chrétiennes[76].
- 12 avril, Palestine : les élections municipales dans les territoires occupés consacrent l’accession d’une nouvelle élite au détriment des notables traditionnels proches de la Jordanie. Elle appartient aux classes moyennes éduquées et son programme politique est proche de l’OLP[77].

- 8 mai : grâce au soutien de la Syrie, Elias Sarkis est élu à la tête de l’État libanais[73].
- 20 mai : le président français Giscard d’Estaing propose sans succès d’envoyer des troupes au Liban[73].
- 31 mai-11 juin : 150 blindés et 6 000 soldats syriens entrent au Liban, précédant 6 000 autres et combattent difficilement les forces palestino-progressistes ; Kamal Joumblatt demande l’aide diplomatique et politique de la France[73].

- 6 juin : l’Égypte rompt ses relations diplomatiques avec la Syrie[73].

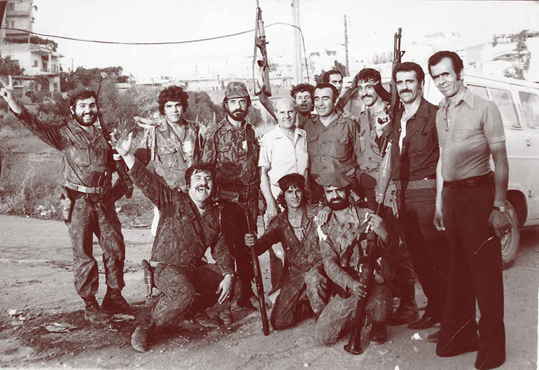
William Hawi et les Phalanges libanaises pendant le siège de Tel al-Zaatar.

- 22 juin : début du siège de Tel el-Zaatar et de Jisr el-Bacha, enclaves palestiniennes en zone chrétienne à Beyrouth-Est, par les milices chrétiennes ; le camp palestinien chrétien de Jisr el-Bacha tombe le 30 juin[73]. Tel al-Zaatar tient jusqu’au 12 août.

- 12 août, Liban : prise du camp palestinien de Tel al-Zaatar[72]. Les dernières forces palestino-progressistes s’effondrent sous l’action commune des milices chrétiennes, de l’armée syrienne et du soutien israélien, entraînant de nouveaux massacres dans les camps. Le plus important est celui de Tel al-Zaatar qui fait 2 000 morts le 12 août. Le Mouvement national se reconstitue dans la Montagne. La LEA décide d’intervenir pour trouver une solution pacifique.
- 28 - 30 septembre : les Syriens déclenchent la bataille du Haut Metn ; les Palestiniens se replient sur Aley tandis que Syriens et Phalangistes se partagent la zone conquise. Les Druzes sont victimes de représailles[73].

- 16 - 18 octobre : le sommet arabe de Riyad instaure un cessez-le-feu et crée une force arabe de dissuasion (FAD) dominée par les forces syriennes[78] (40 000 hommes). Elle se déploie au Liban à partir du 14 novembre et instaure une paix relative. Le 25 octobre, le sommet de la Ligue arabe au Caire entérine l’accord de Riyad[79].

- 15 novembre : l’armée syrienne entre dans Beyrouth et met fin à la « guerre de deux ans »[79].

### Europe
- 7 janvier : le Premier ministre belge Leo Tindemans propose d’augmenter les pouvoirs des institutions communautaires[80]. Il propose de créer un centre de décision unique qui effacerait la distinction entre les réunions ministérielles de coopération politique et de caractère communautaire. La politique extérieure commune serait soumise à la majorité et non plus à l’unanimité. Il admet une Europe à deux vitesses, les uns progressant plus vite vers l’union et prône un renforcement des obligations concernant la politique budgétaire et monétaire et un développement des politiques sectorielles. L’Europe devrait aussi garantir les droits de ses citoyens et permettre la libre circulation des personnes.
- 15 mars : nouveau retrait du franc français du système monétaire européen (SME)[81].
- 16 mars : démission du Premier ministre du Royaume-Uni Harold Wilson après l’échec de son projet de Contrat social (associer les syndicats à la lutte contre l’inflation). Il est remplacé le 5 avril par James Callaghan dont le mandat est dominé par le problème des relations avec les syndicats et la limitation des hausses de salaires[82].

- 2 avril : promulgation de la nouvelle constitution au Portugal[83].

- 25 avril : Au Portugal, victoire du parti socialiste aux élections législatives. Le parti communiste remporte moins de 15 % des voix[84].

- 25 juin : en Pologne, l’annonce d’une forte hausse des prix alimentaires provoque des grèves et des émeutes ouvrières à Radom et Ursus. Edward Gierek rapporte immédiatement la mesure, mais doit recourir à la force pour réprimer les manifestations. L’opposition commence à se développer. Elle s’organise en Comité de défense des ouvriers (KOR). On dénonce les falsifications de l’Histoire officielle, on diffuse la vérité sur les massacres de Katyn. On a de moins en moins peur du régime et de sa police. On vit mal les inégalités sociales et les privilèges des dirigeants.
- 27 juin : victoire d’António Ramalho Eanes à l’élection présidentielle au Portugal[85].
- 10 juillet : catastrophe de Seveso en Italie : un nuage de dioxine se répand sur cette région de Lombardie, évacuée dans l’urgence[86].
- 23 juillet : premier gouvernement constitutionnel de Mário Soares au Portugal[85].

- 19 septembre : après 44 ans au pouvoir, le parti social-démocrate perd les élections législatives au profit d’une coalition formée par le centre, les conservateurs et les partis libéraux. Le 8 octobre, Thorbjörn Fälldin devient Premier ministre en Suède (fin en 1982)[87].

- 3 octobre : élection en Allemagne du 8e Bundestag[88].

- Octobre : grave crise monétaire en Grande-Bretagne qui conduit le gouvernement travailliste à solliciter un prêt auprès du FMI[89].
- 17 novembre : loi de réforme politique qui met fin à la dictature en Espagne. Les Cortes franquistes votent leur propre dissolution au profit de deux chambres, le Congrès et le Sénat[90]. Elle est approuvée par plébiscite par 94 % des 77 % de votants. Légalisation des partis politiques (PSOE en décembre), autorisation des syndicats, octroie de privilèges pré-autonomistes à la Catalogne et au Pays basque.
- 18 décembre : échange de Vladimir Boukovsky et Luis Corvalán, à Zurich[91].

## Décès en 1976

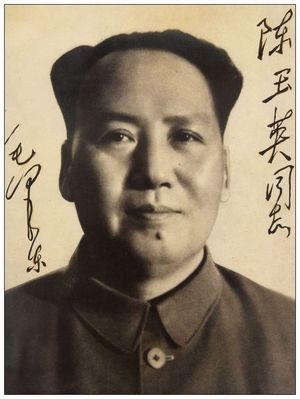
Mao Tsé-toung.

Personnalités majeures décédées en 1976

Agatha Christie

- 8 janvier : Zhou Enlai (homme politique chinois)
- 8 janvier : Pierre Jean Jouve (poète et romancier français)
- 12 janvier : Agatha Christie (romancière britannique)
- 1er février : Werner Heisenberg (physicien allemand)
- 20 février : René Cassin (juriste français)
- 17 mars : Luchino Visconti (cinéaste italien)
- 24 mars : Bernard Montgomery (militaire britannique)
- 1er avril : Max Ernst (peintre et sculpteur allemand naturalisé français)
- 11 mai : Alvar Aalto (architecte et designer finlandais)

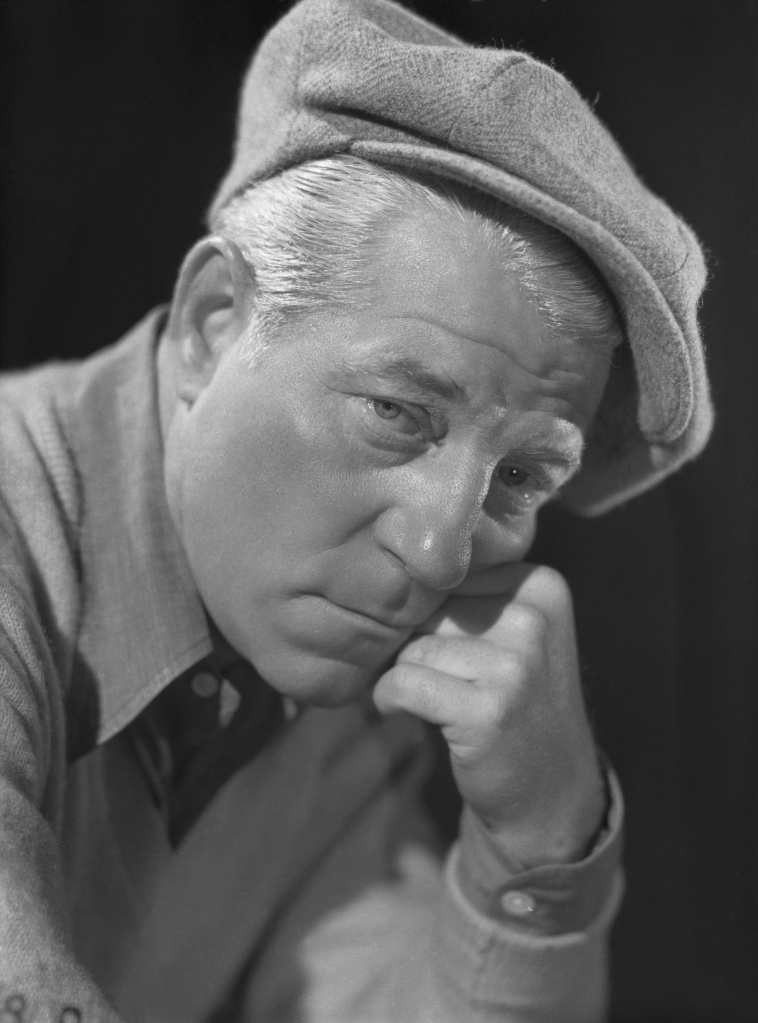
Jean Gabin

- 26 mai : Martin Heidegger (philosophe allemand)
- 31 mai : Jacques Monod (biologiste et biochimiste français)
- 23 juillet : Paul Morand (écrivain français)
- 2 août : Fritz Lang (cinéaste autrichien naturalisé américain)
- 9 septembre : Mao Tsé-toung (homme politique chinois)
- 25 octobre : Raymond Queneau (romancier et poète français)
- 11 novembre : Alexander Calder (sculpteur et peintre américain)
- 15 novembre : Jean Gabin (acteur français)
- 18 novembre : Man Ray (peintre et photographe américain)
- 23 novembre : André Malraux (écrivain et homme politique français)
- 4 décembre : Benjamin Britten (compositeur et chef d’orchestre britannique)